# Рыков, Юрий Николаевич
Юрий Николаевич Рыков (16 февраля 1970, Семипалатинск, Казахская ССР) — советский, казахстанский, российский футболист, защитник, полузащитник; тренер. Мастер спорта Казахстана (1996).
Родился в Семипалатинске, куда были репрессированы бабушка и дедушка. Отец был капитаном команды завода, сборных города и области по волейболу. С шести лет Рыков стал заниматься в футбольной секции, у тренера Виталия Шевелёва тренировался в течение десяти лет.
С 1987 года стал играть в команде второй лиги «Спартак» Семипалатинск. В 1989 году был призван в армию и отправлен в СКА Алма-Ата. В товарищеском матче с «Кайратом» был замечен главным тренером Станиславом Каминским и в декабре перешёл в клуб.
1992 год начал в клубе чемпионат Казахстана «Фосфор» Джамбул, через полгода перешёл в «Жигер» Чимкент к Каминскому. Следующие два сезона провёл в другом клубе Каминского — российском «Динамо» Барнаул. 1995 год отыграл в «Чкаловеце» Новосибирск. В 1996 году вернулся в Казахстан, в клуб «Мунайши» Актау, где был тренером Курбан Бердыев, с которым Рыков ранее работал в «Кайрате». Играл и забил гол в финале Кубка Казахстана 1996/97, впоследствии аннулированном.
В 1997 году получил предложение от «Динамо» Ставрополь, которое тренировал Борис Стукалов, ранее работавший в «Кайрате». Но в начале играл за «Магнитку» Магнитогорск во второй лиге, затем перешёл в «Торпедо-ЗИЛ» Москва, с которым за два года вышел из третьей лиги в первый дивизион, но в 1999 году провёл только один матч в Кубке России. В 2000 году перешёл в иркутскую «Звезду», где получил перелом голеностопа. В том же году оказался в клубе КФК «Витязь» Подольск, за который в 2001—2002 году во втором дивизионе провёл 54 матча. Профессиональную карьеру завершил в 2003 году в клубе «Локомотив-НН». В 2004—2005 годах играл в любительской команде «Троицк-2001».
Окончил Сибирскую государственную академию ФК и спорта (1991).
Три года работал тренером в ДЮСШ-80 Бибирево, полгода в «Нике». В 2007 году начал работать в СДЮСШОР «Москва» имени Валерия Воронина с командой 2000 года рождения, с которой отработал 11 лет. Обладатель Кубка Москвы (2014, 2017).
С 2017 года — тренер команд 2010 и 2003 годов рождения.

## Личная жизнь
Жена Виктория, с которой знаком с 12 лет. Поженились в 1989 году. Дочери Юлия (1990 г. р.), Дарья (1999 г. р.).